# 1H-Boriren
Boriren ist eine ungesättigte heterocyclische chemische Verbindung. Es ist der einfachste dreigliedrige ungesättigte borhaltige Heterocyclus und damit die Stammverbindung der Borirene. 1H-Boriren ist isoelektronisch mit dem Cyclopropenyl-Kation.